# Каригадор
Каригадор (итал. Carigador) је насељено место у Истарској жупанији, Република Хрватска. Административно је у саставу општине Бртонигла.

## Географија
Каригадор се налази на западној обали полуострва Истре, шест километара северно од Новиграда и осам километара од Умага. Подручје насеља се простире у ували Дајла од аутокампа Умаг на северу до насеља Дајла на југу.
Име му потиче од талијанске речи caricare што значи утоварати, јер се на том месту налазила лука за утовар храстових трупаца намњених млатачком арсеналу, а касније за извоз пољопривредних производа са ширег подручја Бртонигле.

## Историја
До територијалне реорганизације у Хрватској налазило се у саставу старе општине Бује. Као самостално насељено место Каригадор постоји од пописа 2001. године. Настало је издвајањем дела насеља Фиорини.

## Становништво
Према попису становништва из 2011. године у насељу Каригадор била су 194 становника који су живели у 89 породичних домаћинстава.
Кретање броја становника по пописима 1857—2001.
| година пописа   | 1857. | 1869. | 1880. | 1890. | 1900. | 1910. | 1921. | 1931. | 1948. | 1953. | 1961. | 1971. | 1981. | 1991. | 2001. | 2011. |
| Број становника | 0     | 0     | 15    | 11    | 16    | 29    | 0     | 0     | 52    | 34    | 40    | 42    | 0     | 0     | 141   | 189   |

Напомена: Настало 2001. издвајањем из насеља Флорини. У 1857, 1869, 1921. i 1931. подаци су садржани у насељу Бртонигла, a u 1981. i 1991. у насељу Флорини.